# Mistrzostwa Świata w Narciarstwie Klasycznym 1999
Mistrzostwa Świata w Narciarstwie Klasycznym 1999 miały miejsce w dniach 19 – 28 lutego 1999 w austriackim Ramsau.

## Biegi narciarskie

### Biegi narciarskie mężczyzn
| Konkurencja                | Data           | Złoto                                                                              | Srebro                                                                   | Brąz                                                                   |
| -------------------------- | -------------- | ---------------------------------------------------------------------------------- | ------------------------------------------------------------------------ | ---------------------------------------------------------------------- |
| 10 km                      | 22 lutego 1999 | Mika Myllylä                                                                       | Alois Stadlober                                                          | Odd-Bjørn Hjelmeset                                                    |
| Bieg łączony 10 km + 15 km | 23 lutego 1999 | Thomas Alsgaard                                                                    | Mika Myllylä                                                             | Fulvio Valbusa                                                         |
| 30 km                      | 19 lutego 1999 | Mika Myllylä                                                                       | Thomas Alsgaard                                                          | Bjørn Dæhlie                                                           |
| 50 km                      | 28 lutego 1999 | Mika Myllylä                                                                       | Andrus Veerpalu                                                          | Michaił Botwinow                                                       |
| Sztafeta 4 × 10 km         | 26 lutego 1999 | Austria · Markus Gandler · Alois Stadlober · Michaił Botwinow · Christian Hoffmann | Norwegia · Espen Bjervig · Erling Jevne · Bjørn Dæhlie · Thomas Alsgaard | Włochy · Giorgio Di Centa · Fabio Maj · Fulvio Valbusa · Silvio Fauner |

### Biegi narciarskie kobiet
| Konkurencja               | Data           | Złoto                                                                     | Srebro                                                                                 | Brąz                                                                 |
| ------------------------- | -------------- | ------------------------------------------------------------------------- | -------------------------------------------------------------------------------------- | -------------------------------------------------------------------- |
| 5 km                      | 22 lutego 1999 | Bente Martinsen                                                           | Olga Daniłowa                                                                          | Kateřina Neumannová                                                  |
| Bieg łączony 5 km + 10 km | 23 lutego 1999 | Stefania Belmondo                                                         | Nina Gawriluk                                                                          | Iryna Taranenko                                                      |
| 15 km                     | 19 lutego 1999 | Stefania Belmondo                                                         | Kristina Šmigun                                                                        | Maria Theurl                                                         |
| 30 km                     | 27 lutego 1999 | Larisa Łazutina                                                           | Olga Daniłowa                                                                          | Kristina Šmigun                                                      |
| Sztafeta 4 × 5 km         | 26 lutego 1999 | Rosja · Olga Daniłowa · Larisa Łazutina · Anfisa Riezcowa · Nina Gawriluk | Włochy · Sabina Valbusa · Gabriella Paruzzi · Antonella Confortola · Stefania Belmondo | Niemcy · Viola Bauer · Ramona Roth · Evi Sachenbacher · Sigrid Wille |

## Kombinacja norweska
| Konkurencja                   | Data           | Złoto                                                                      | Srebro                                                                                  | Brąz                                                                                |
| ----------------------------- | -------------- | -------------------------------------------------------------------------- | --------------------------------------------------------------------------------------- | ----------------------------------------------------------------------------------- |
| Sprint 7,5 km                 | 27 lutego 1999 | Bjarte Engen Vik                                                           | Mario Stecher                                                                           | Kenji Ogiwara                                                                       |
| 15 km metodą Gundersena       | 20 lutego 1999 | Bjarte Engen Vik                                                           | Samppa Lajunen                                                                          | Dimitrij Sinicyn                                                                    |
| Kombinacja drużynowa 4 × 5 km | 25 lutego 1999 | Finlandia · Hannu Manninen · Tapio Nurmela · Jari Mantila · Samppa Lajunen | Norwegia · Fred Børre Lundberg · Trond Einar Elden · Bjarte Engen Vik · Kenneth Braaten | Rosja · Nikołaj Parfionow · Aleksiej Fadiejew · Walerij Stolarow · Dimitrij Sinicyn |

## Skoki narciarskie
| Konkurencja                       | Data           | Złoto                                                                      | Srebro                                                                           | Brąz                                                                                         |
| --------------------------------- | -------------- | -------------------------------------------------------------------------- | -------------------------------------------------------------------------------- | -------------------------------------------------------------------------------------------- |
| Normalna skocznia – indywidualnie | 26 lutego 1999 | Kazuyoshi Funaki                                                           | Hideharu Miyahira                                                                | Masahiko Harada                                                                              |
| Duża skocznia – indywidualnie     | 20 lutego 1999 | Martin Schmitt                                                             | Sven Hannawald                                                                   | Hideharu Miyahira                                                                            |
| Duża skocznia drużynowo           | 21 lutego 1999 | Niemcy · Sven Hannawald · Christof Duffner · Dieter Thoma · Martin Schmitt | Japonia · Noriaki Kasai · Hideharu Miyahira · Masahiko Harada · Kazuyoshi Funaki | Austria · Andreas Widhölzl · Martin Höllwarth · Reinhard Schwarzenberger · Stefan Horngacher |

## Szczegółowe wyniki
- Skoki narciarskie
- Biegi narciarskie
- Kombinacja norweska

## Klasyfikacja medalowa
| Pozycja | Państwo   | Złoto | Srebro | Brąz | Razem |
| ------- | --------- | ----- | ------ | ---- | ----- |
| 1       | Norwegia  | 4     | 3      | 2    | 9     |
| 2       | Rosja     | 2     | 3      | 2    | 7     |
| 3       | Finlandia | 4     | 2      | 0    | 6     |
| 4       | Japonia   | 1     | 2      | 3    | 6     |
| 5       | Austria   | 1     | 2      | 3    | 6     |
| 6       | Włochy    | 2     | 1      | 2    | 5     |
| 7       | Niemcy    | 2     | 1      | 1    | 4     |
| 8       | Estonia   | 0     | 2      | 1    | 3     |
| 9       | Czechy    | 0     | 0      | 1    | 1     |
| 10      | Ukraina   | 0     | 0      | 1    | 1     |